# Virginie Souchon
Virginie Souchon, née le 4 janvier 1972, est une coureuse cycliste française de VTT cross-country.

## Palmarès en VTT cross-country

### Championnats de France
- Championne de France de VTT cross-country 2001
- Championne de France de VTT marathon 2004
- 3e en 2003

## Palmarès en cyclo-cross
- 2000
  - 2e de Nommay
- 2001
  - 3e du Championnats de France de cyclo-cross

## Palmarès sur route
- 2002
  - 3e du GP Lyon Gerland